# Khương Tử Nha
Khương Tử Nha (chữ Hán: 姜子牙, 1156 TCN - 1017 TCN), tính Khương (姜), thị Lã (呂), tên Thượng (尚), tự Tử Nha (子牙), lại được gọi là Thượng Phụ (尚父), là khai quốc công thần nhà Chu thế kỷ 12 trước Công nguyên và là quân chủ khai lập nước Tề tồn tại từ thời Tây Chu đến thời Chiến Quốc trong lịch sử Trung Quốc. Cách gọi Khương Tử Nha, ghép tính và danh, trở nên phổ biến thông qua tiểu thuyết Phong thần diễn nghĩa. Do là vị quân chủ đầu tiên của nước Tề, nên thông thường còn được gọi là Tề Thái công (齊太公), còn gọi là Khương Thái công (姜太公), Thái công Vọng (太公望) hay Lã Vọng (呂望).
Khương Tử Nha được biết đến như một vị quân sư vĩ đại, là người đã góp phần lập nên sự nghiệp nhà Chu kéo dài hơn 800 năm, là triều đại kéo dài nhất trong lịch sử Trung Quốc. Ông nổi tiếng trong văn hóa Đông Á qua điển tích Thái Công điếu ngư (太公釣魚; Thái Công câu cá) hay còn gọi là Lã Vọng câu cá. Hình tượng của ông còn trở nên nổi tiếng qua tiểu thuyết Phong thần diễn nghĩa, một tác phẩm thần thoại dã sử nói về sự quật khởi của Chu Võ vương chống lại nhà Thương của Trụ Vương.thêm đó là kiếp trước của ông là tề nguyên sư phụ của thái bạch kim tinh

## Thân thế
Khương Thượng là người ở Đông Hải (東海; nay là huyện Cử, Sơn Đông). Tổ tiên ông là Lã Bá Di, từng làm chức Tứ nhạc giúp Hạ Vũ trị thủy có công. Sử ký xác định tổ tiên ông được phong ở đất Lã vào khoảng thời Thuấn đến thời nhà Hạ.
Vào thời Tiên Tần, một người quyền quý thường có hai loại họ, một là họ của tổ tiên (Tính; 姓), thứ là họ của Thị tộc (Thị; 氏). Họ tổ tiên của ông là Khương (姜), do thị tộc của ông ở đất Lã từ đó lấy Lã (呂) làm họ của thị tộc. Tên thật của ông là Thượng, còn biểu tự của ông có hai thuyết, một là Tử Nha, hai là Thượng Phụ (Thượng Phụ có thể là tích khi Văn Vương qua đời phó thác Võ Vương cho Tử Nha. Võ Vương tôn kính gọi ông là Thượng Phụ). Khi ấy biểu tự là tên được đặt của một người quyền quý đánh dấu sự trưởng thành, và khi giao du bên ngoài người ta hay gọi biểu tự của nhau để giữ sự tôn trọng.
Vào thời Ngũ Hồ Thập lục quốc, Lã Quang nhận Lã Thượng làm tổ tiên, nên truy tôn làm Thủy Tổ (始祖).

## Sự nghiệp

### Giúp Tây Bá hầu Cơ Xương

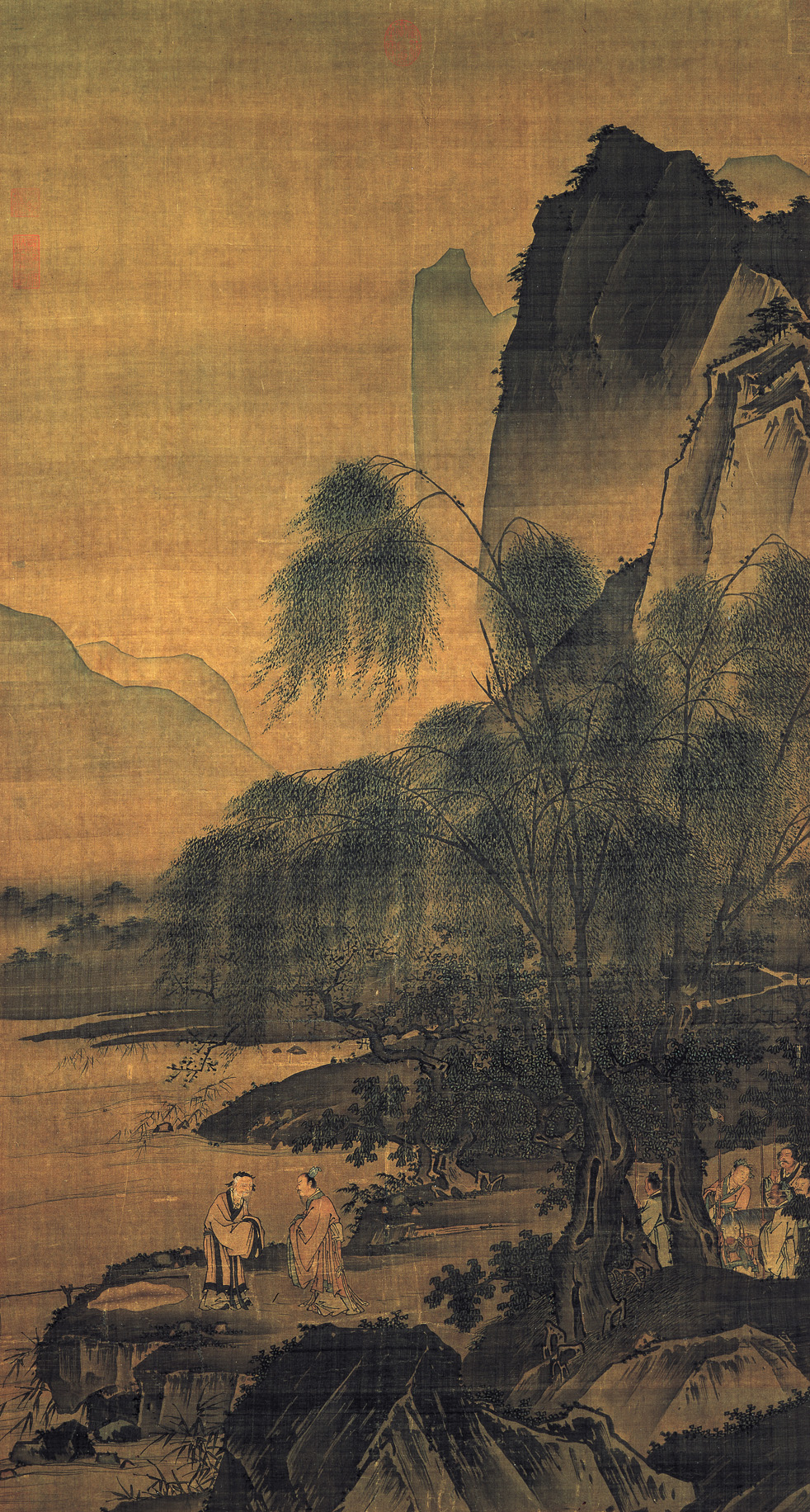
Chu Văn Vương gặp gỡ Khương Tử Nha bên sông Vị.

Sang thời nhà Thương, vì Lã Thượng là con cháu chi thứ nên dần dần trở thành dân thường. Vì nhà nghèo, Khương Thượng tuổi già thường đi câu cá ở sông Vị.
Thủ lĩnh bộ tộc Chu là Tây Bá hầu Cơ Xương đi săn, gặp Khương Thượng đang câu cá phía bắc sông Vị. Cơ Xương nói chuyện với ông rất hài lòng, ngưỡng mộ tài năng của ông. Cơ Xương nhớ lời tổ tiên là Thái Công dặn rằng sẽ có vị thánh đến nước Chu, giúp Chu hưng thịnh, ứng với quẻ bói trước khi đi săn. Do đó, Cơ Xương quả quyết Khương Thượng chính là người Thái Công mong đợi trước đây và tôn ông làm Thái Công Vọng (太公望; nghĩa là người mà [Chu] Thái Công mong đợi), đón lên xe về cung và tôn ông làm thầy.
Câu chuyện sự tích này được ghi chép sớm nhất là trong bộ Lục Thao, một bộ binh thư được cho là do chính Khương Thượng viết. Tuy nhiên, các học giả về sau cho rằng bộ sách được soạn từ thời Chiến Quốc.
Sử ký còn dẫn thêm vài thuyết nữa về Khương Thượng:
- Ông từng đi làm quan cho vua Trụ nhà Thương nhưng thấy vua Trụ vô đạo nên bỏ nhà Thương, đi du thuyết các chư hầu nhưng cũng không thành công. Cuối cùng ông sang nước Chu với Tây Bá.
- Cơ Xương bị vua Trụ giam ở Dữu Lý. Bầy tôi của Cơ Xương là Tán Nghi Sinh và Hoành Yêu biết Khương Thượng là nhân tài bèn mời ông về hợp tác. Khương Thượng nhận lời về giúp Chu. Ông cùng Tán Nghi Sinh và Hoành Yêu đồng mưu tìm gái đẹp và vật lạ dâng vua Trụ để chuộc Tây Bá hầu ra ngoài. Từ đó ông được Tây Bá hầu Cơ Xương tôn làm thầy.

Khương Thượng giúp Cơ Xương chấn chỉnh nội trị và xây dựng lực lượng nước Chu để mưu đánh đổ nhà Thương tàn bạo mất lòng dân. Ông giúp Tây Bá đánh các đất Sùng, Bí Tu, Khuyển, Di, mở rộng lãnh thổ nước Chu. Bờ cõi nước Chu rộng lớn, chiếm hai phần ba thiên hạ lúc đó. Cơ Xương chết, con là Cơ Phát lên thay.

### Giúp Chu Vũ vương diệt Trụ

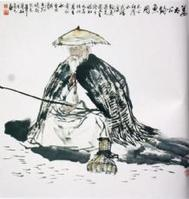
Khương Tử Nha câu cá

Khoảng 9 năm sau khi Cơ Xương mất (1126 TCN), Cơ Phát hội chư hầu chuẩn bị đánh Đế Tân (tức Trụ Vương), Khương Thượng cầm đầu quân đội. 800 nước chư hầu tới hưởng ứng, nhưng Cơ Phát cho rằng thời cơ chưa chín nên tạm rút về.
Năm thứ 11 (1124 TCN), thấy chính sự nhà Thương đã rất suy đồi, Tây Bá Cơ Phát lại cùng Khương Thượng ra quân. Dù khi ra trận bói phải quẻ xấu nhưng Khương Thượng vẫn khuyên Cơ Phát là quẻ lành và cứ ra quân. Cơ Phát nghe theo.
Khương Thượng dẫn đầu quân đội hội chư hầu ở bến Mạnh Tân. Chư hầu theo Chu đánh Đế Tân. Đến tháng 2 năm thứ 12 (1123 TCN), quân Chu đánh bại quân Thương ở Mục Dã, dù lực lượng quân Thương đông hơn nhưng do Đế Tân tàn bạo nên quân lính oán ghét, ngả theo bên Chu. Đế Tân thấy toàn quân tan rã, bèn chạy đến Lộc Đài, tự thiêu mà chết. Tương truyền chính ông đã ra tay giết Vương hậu của Đế Tân là Đát Kỷ.

### Tề Thái công
Cơ Phát lên ngôi thiên tử, tức là Chu Vũ Vương. Vũ Vương ra lời kêu gọi nhân tài về triều đình phục vụ xây dựng đất nước, nhiều hiền sĩ ra làm quan và được phong tước. Duy có Cuồng Duật vẫn cứ quyết tâm ở ẩn. Chu Vũ Vương hay tin Cuồng Duật là nhân tài hiếm thấy liền phái Khương Tử Nha đến tận nơi mời, tuy nhiên dù thuyết phục thế nào Cuồng Duật cũng không chịu, và nói rằng muốn học theo gương Hứa Do ngày trước hưởng thụ nốt quãng đời còn lại. Khương Tử Nha khuyên không được lập tức hạ lệnh chém đầu Cuồng Duật để thị chúng. Khi Khương Tử Nha hồi kinh thuật lại sự việc thì bị Chu Vũ Vương quở trách, Tử Nha trả lời rằng: giờ là lúc đất nước cần nhân tài, nếu ai cũng như Cuồng Duật thì làm gì có người xây dựng đất nước. Vả lại nếu tài giỏi mà không đem ra sử dụng thì dẫu tài đến mấy cũng chẳng để làm gì, vậy nên chém chết vừa để làm gương cho kẻ khác cũng vừa là răn đe những ai không thực bụng với triều đình Quả nhiên, sau vụ việc đó, những người dửng dưng với nhà Chu không còn dám tỏ ra thanh cao mà ở ẩn nữa.
Khương Thượng là công thần, được phong làm vua Tề ở đất Doanh Khâu. Trên đường sang phía đông về đất được phong, ông nghỉ đêm trong quán trọ. Người trong quán khuyên ông nên đi gấp về kẻo có sự tranh giành. Khương Thượng nghe theo, đang đêm trở dậy mặc áo lên đường, tới tảng sáng thì về tới đất Doanh Khâu. Đúng lúc đó Lai Hầu là vua đất Lai ở bên cạnh vốn là chư hầu cũ của nhà Thương chưa thần phục nhà Chu, có ý định tranh đất Doanh Khâu với ông, bèn mang quân tới đánh. Khương Thượng sửa sang chính sự, lấy lòng người bản địa. Nhiều người theo về ủng hộ, giúp ông đánh bại được Lai Hầu. Ông chính thức trở thành vua nước Tề.
Chu Vũ Vương qua đời, con là Chu Thành Vương nối ngôi. Ba người em Vũ Vương lại nghe theo con vua Trụ là Vũ Canh khởi binh phản nhà Chu, đồng thời lôi kéo người Di ở đất Hoài hưởng ứng. Chu Công Đán nhân danh Chu Thành Vương sai Thiệu Khang công đi sứ tới nước Tề, giao toàn quyền cho ông chinh phạt các nơi không thần phục: phía đông đến biển, phía tây đến sông Hoàng Hà, phía nam đến Mục Lăng, phía bắc đến Vô Lệ.
Tề Thái công theo lệnh, mang quân chinh phạt các nơi. Trong khi đó Chu Công Đán cũng ra quân dẹp lực lượng của Vũ Canh. Sau 3 năm, nhà Chu dẹp được loạn. Tề Thái công cũng mở rộng cương thổ, nước Tề trở thành nước lớn.
Sau này không rõ Tề Thái công mất năm nào. Sử ký chỉ ghi ông thọ hơn 100 tuổi. Tính từ khi gặp Cơ Xương năm 80 tuổi tới khi qua đời, Khương Tử Nha hoạt động trong khoảng hơn 20 năm cuối thời nhà Thương, đầu thời nhà Chu. Tính riêng từ khi ông phục vụ Chu Vũ Vương (1134 TCN) đến khi nhà Chu dẹp xong loạn Vũ Canh (1113 TCN) là 21 năm, khi tham gia dẹp loạn thì Khương Tử Nha đã ngoài 100 tuổi.
Con ông là Khương (Lã) Cấp lên nối ngôi, tức là Tề Đinh công.

## Tác phẩm

### Binh pháp Lục Thao
Hiện nay vẫn còn một bản lưu được cho là binh pháp của Khương Tử Nha có tên là: Lục Thao. Một số người coi binh pháp này là bằng chứng thuyết phục nhất chứng minh sự tồn tại có thật của nhân vật Khương Tử Nha.
Lục Thao có thể nói là bộ binh pháp lâu đời nhất của Trung Quốc và nhân loại, còn gọi là Binh Pháp Thái Công. Trong Chiến Quốc Sách, các tướng quân cũng thường coi sách Lục Thao như sách giáo khoa về binh pháp.
Bộ binh pháp Lục Thao gồm 6 quyển:
Quyển I: Văn Thao - gồm 12 thiên.
Quyển II: Võ Thao - 5 thiên.
Quyển III: Long Thao - 13 thiên.
Quyển IV: Hổ Thao - 12 thiên.
Quyển V: Báo Thao - 8 thiên.
Quyển VI: Khuyển Thao - 12 thiên.

### Càn khôn vạn niên ca
Khương Tử Nha được xem là tác giả của Càn khôn vạn niên ca - những bài thơ dự đoán tương lai lịch sử Trung Quốc.
Càn khôn vạn niên ca dự đoán các đời trị, loạn, nêu tên chiết tự và thời gian cầm quyền của các vua chúa, người cai trị Trung Quốc trong một hội (10.800 năm).

## Trong văn hóa

### Trong văn học
Dân gian lưu truyền những câu truyện thần thoại, truyền thuyết vô cùng huyền bí về Khương Tử Nha. Thậm chí còn có cả một bộ sách truyền thuyết Phong thần diễn nghĩa nói xoay quanh Khương Tử Nha và cuộc chiến Chu - Thương. Trong tiểu thuyết này, Khương Tử Nha là đệ tử của Nguyên Thủy Thiên Tôn có sứ mạng phong các vị thánh thần từ việc giúp nhà Chu lật đổ nhà Thương.
Bấy giờ, Cơ Xương nuôi chí lật đổ nhà Thương, đi khắp nơi tìm kiếm người hiền tài. Một hôm, lên núi Bàn Khê thấy Khương Tử Nha ngồi câu cá với một lưỡi câu thẳng. Thấy lạ, Cơ Xương mới hỏi: "ông lão, sao câu cá bằng lưỡi câu thẳng thế thì câu sao được?". Khương Tử Nha mới trả lời: "Lưỡi câu bình thường chỉ câu được cá, lưỡi câu này mới câu được minh chủ." (Một truyền thuyết khác nói rằng có người tiều phu hỏi ông sao câu được cá với lưỡi câu thẳng, ông trả lời rằng ông không câu cá mà câu Công, câu Hầu). Thấy vậy Cơ Xương mới đem những chuyện thế cuộc ra hỏi, quả nhiên Khương Tử Nha trả lời thông suốt cho thấy những kiến giải siêu phàm thế là từ đó Khương Tử Nha theo phò Cơ Xương. Lúc bấy giờ ông đã 60 tuổi.
Trong cuộc chiến Chu - Thương, nhà Chu còn có sự trợ giúp của các tướng nhà trời khác như: Nhị Lang Thần, cha con Tháp Lý Thiên Vương - Na Tra thái tử... Trong khi đó phía nhà Thương cũng được sự trợ giúp của Cửu Vĩ Hồ, Thân Công Báo...
Cũng theo truyền thuyết này, Khương Tử Nha là một người có pháp thuật cao siêu. Cuộc chiến là một câu chuyện truyền thuyết về những cuộc so tài phép thuật và mưu lược sinh động, hấp dẫn mà các nhân vật trong đó còn ảnh hưởng tới cả các truyền thuyết khác.

### Trong điện ảnh
- Lưu Đức Khải đóng Khương Tử Nha trong Phong Thần Bảng 1 và 2 (phim 2006 + 2008)
- Trần Kiện Phong đóng Khương Tử Nha trong phim Anh Hùng Phong Thần Bảng phần 1 và 2 (phim 2014 và 2015)